# Żegiestów-Zdrój
Żegiestów-Zdrój – osada wsi Żegiestów, uzdrowisko. Położona jest w Karpatach, we wschodniej części Beskidu Sądeckiego, w paśmie Jaworzyny Krynickiej. W województwie małopolskim, powiecie nowosądeckim, gminie Muszyna.
Znajduje się ok.1,5 km na południowy wschód od centrum Żegiestowa. Powstała po odkryciu w tym miejscu przez Ignacego Medweckiego z Muszyny w 1846 źródeł wody mineralnej. W 1857 po wykupieniu od miejscowych chłopów terenów przylegających do odkrytych źródeł, wybudował on pierwsze dwa drewniane budynki uzdrowiskowe, tworząc tym samym osadę Żegiestów - Zdrój.

Położony romantycznie w wąwozie, pośród wspaniale umajonych gór Czerszli i Kiczery na wysokości 486 m. n.p.m., nad brzegami prześlicznie wijącego się w tym miejscu Popradu. 
Klimat posiada Żegiestów podalpejski.

Jest położona przy drodze wojewódzkiej nr 971 nad rzeką Poprad.
W osadzie znajduje się kościół i parafia p.w. Świętej Kingi.
W latach 1975–1998 miejscowość należała administracyjnie do województwa nowosądeckiego.

## Uzdrowisko
W I połowie XX w. powstał w tym miejscu szereg obiektów kuracyjnych: wille Zamek, Polonia, Elżka, Malutka, Orlątko, Sanato, Biały Orzeł, Warszawianka i inne. Sanatorium Wiktor oraz Nowy Dom Zdrojowy.
W uzdrowisku Żegiestów-Zdrój prowadzone jest leczenie w kierunkach: choroby układu trawienia, choroby reumatologiczne, choroby nerek i dróg moczowych.
Na terenie uzdrowiska znajdują się udokumentowane naturalne surowce lecznicze, tj. szczawy o mineralizacji w granicach 1,0–2,3 g/dm³. Są to szczawy typu wodorowęglanowo-wapniowo-magnezowego lub wodorowęglanowo-magnezowo-sodowego. Uzdrowisko posiada 4 ujęcia wód leczniczych: źródło Anna oraz 3 odwierty: Żegiestów II, Zofia II, Andrzej II.

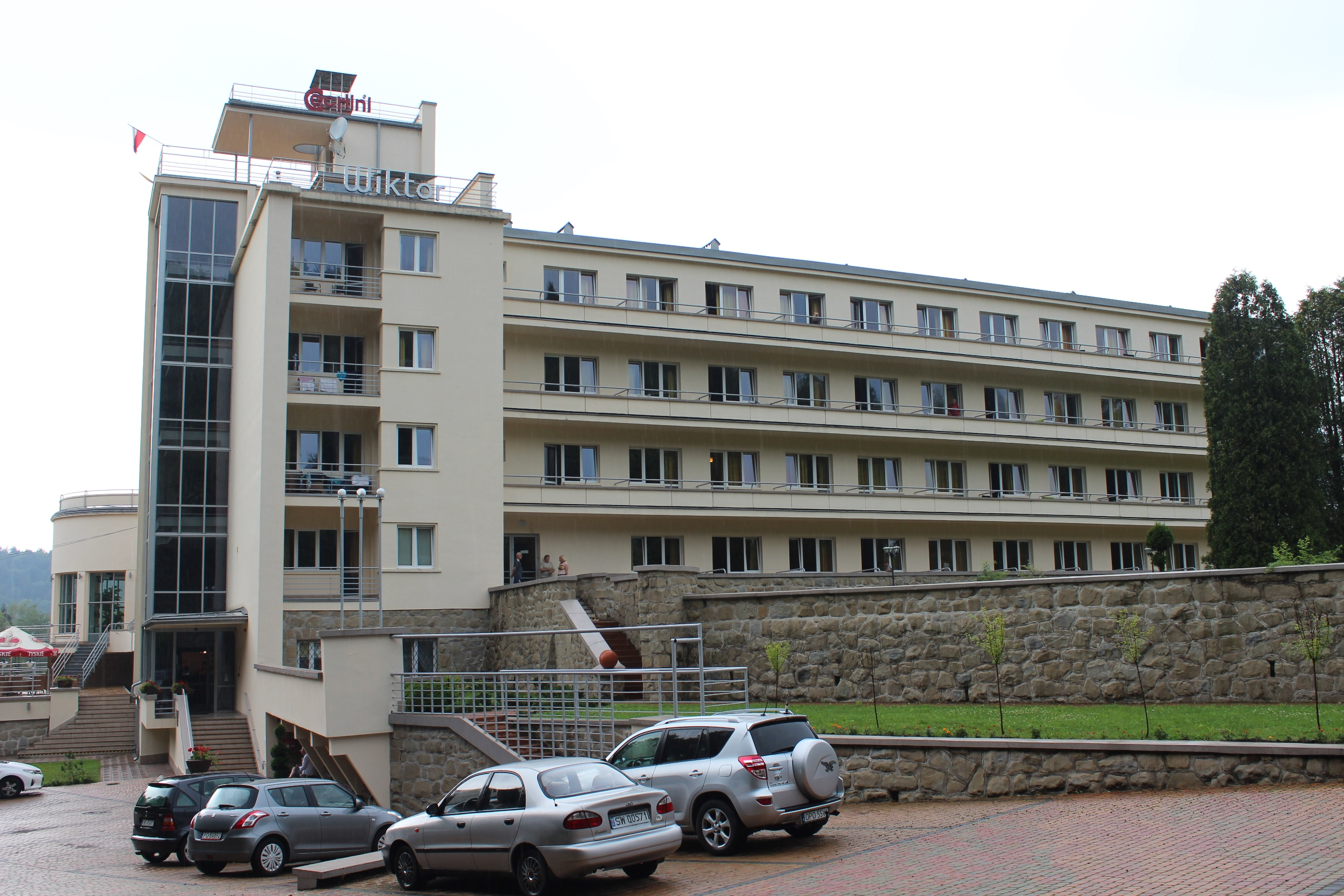
Sanatorium Wiktor
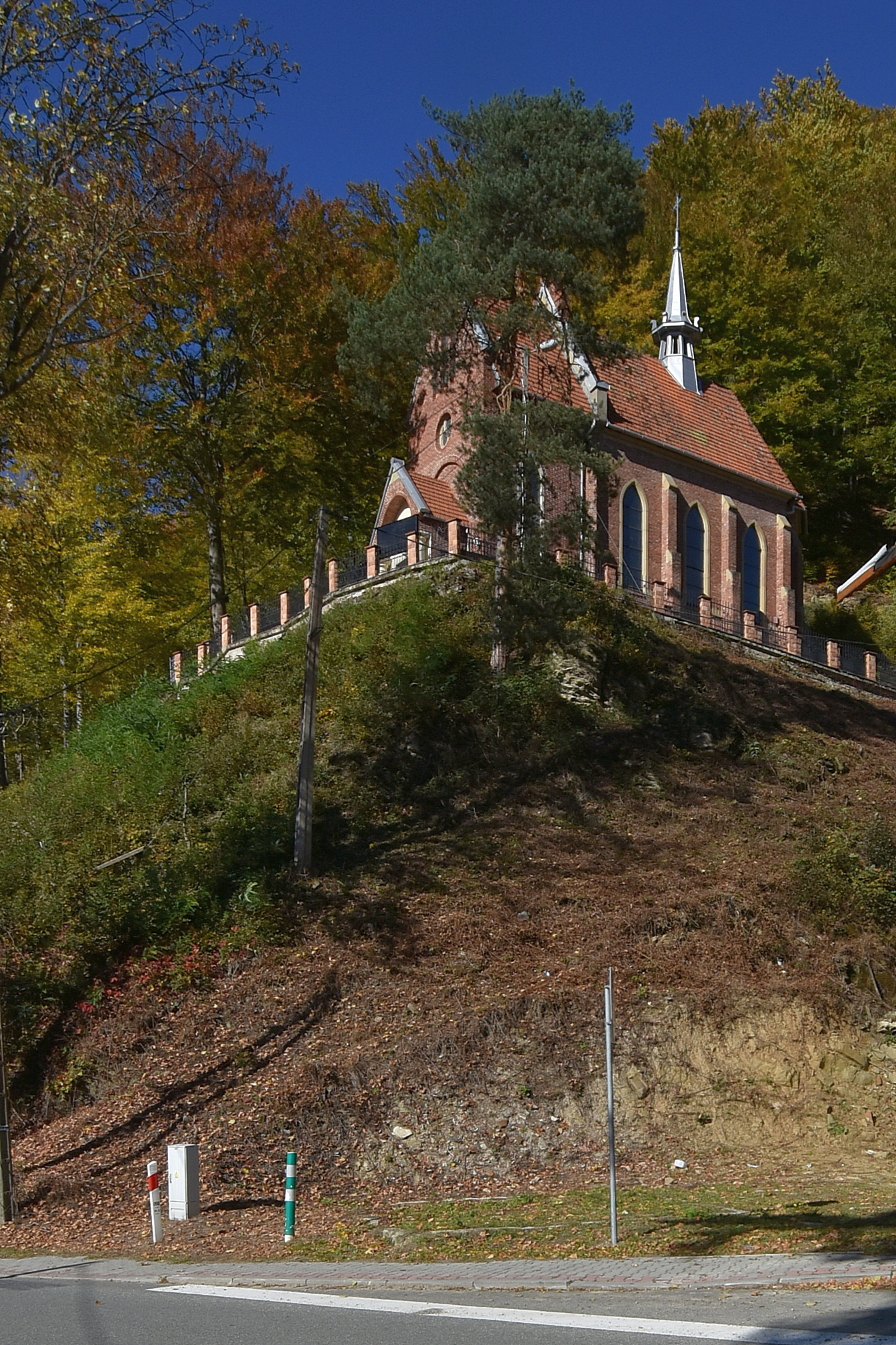
Kościół św. Kingi
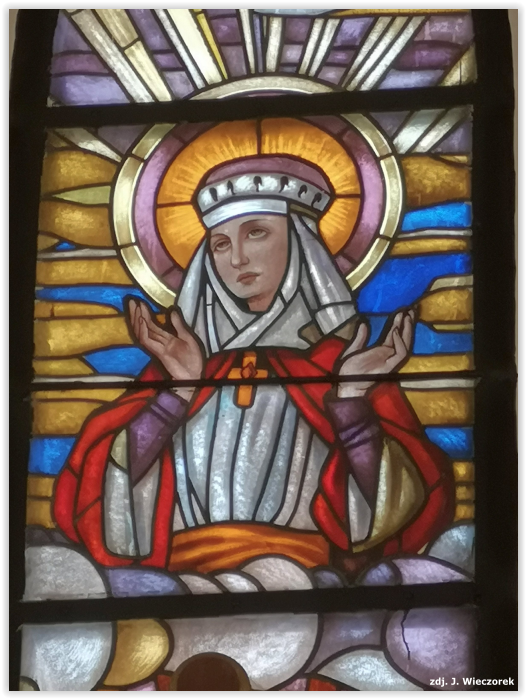
Witraż św. Kingi w kościele
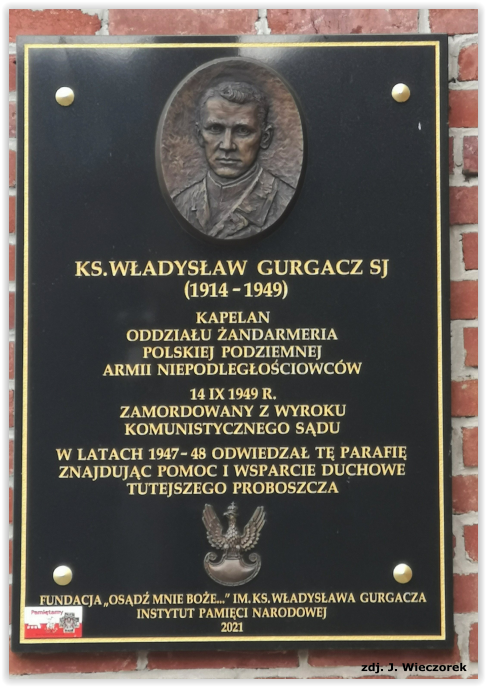
Tablica pamięci ks. Wł. Gurgacza w kościele
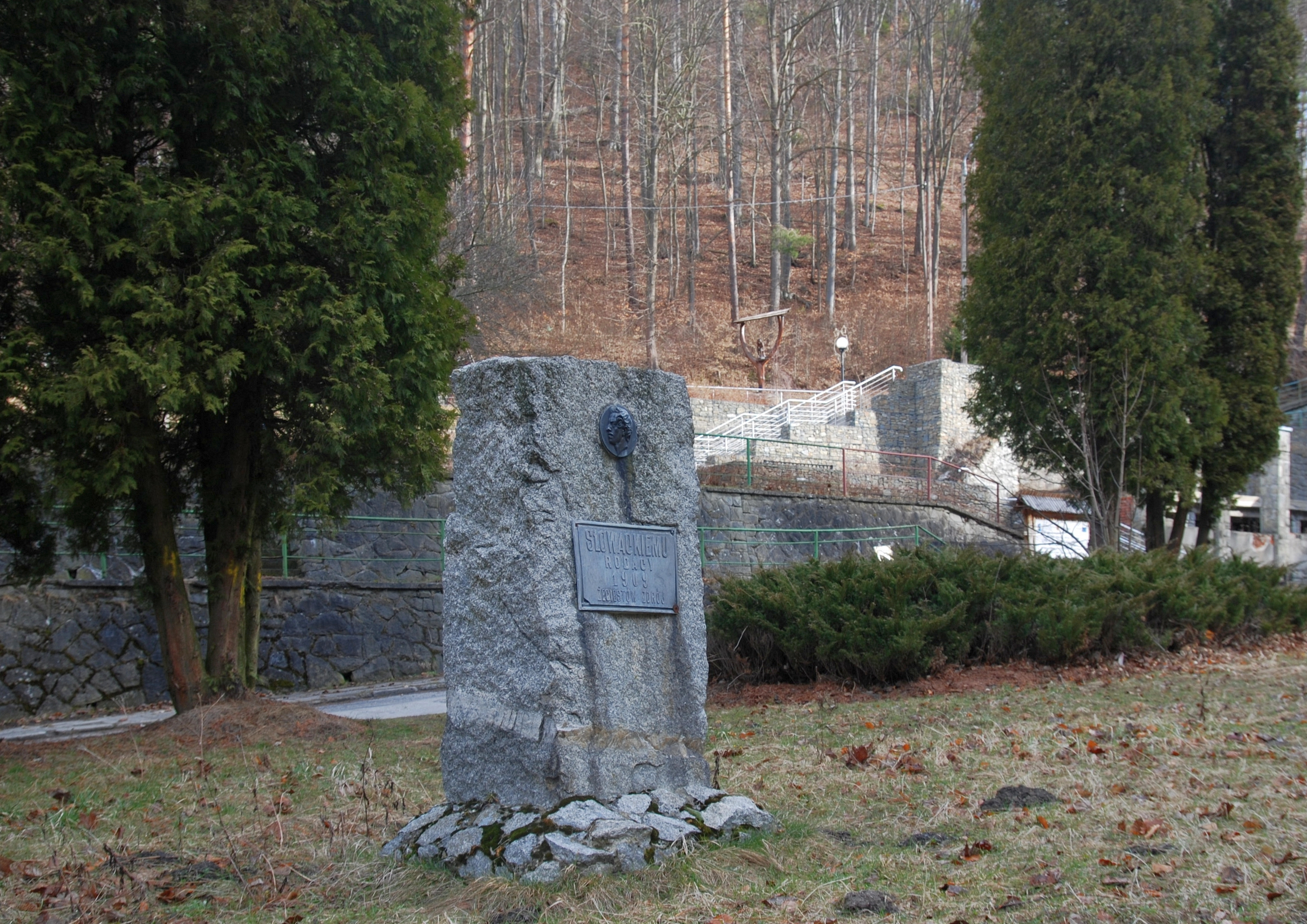
Pomnik Słowackiego
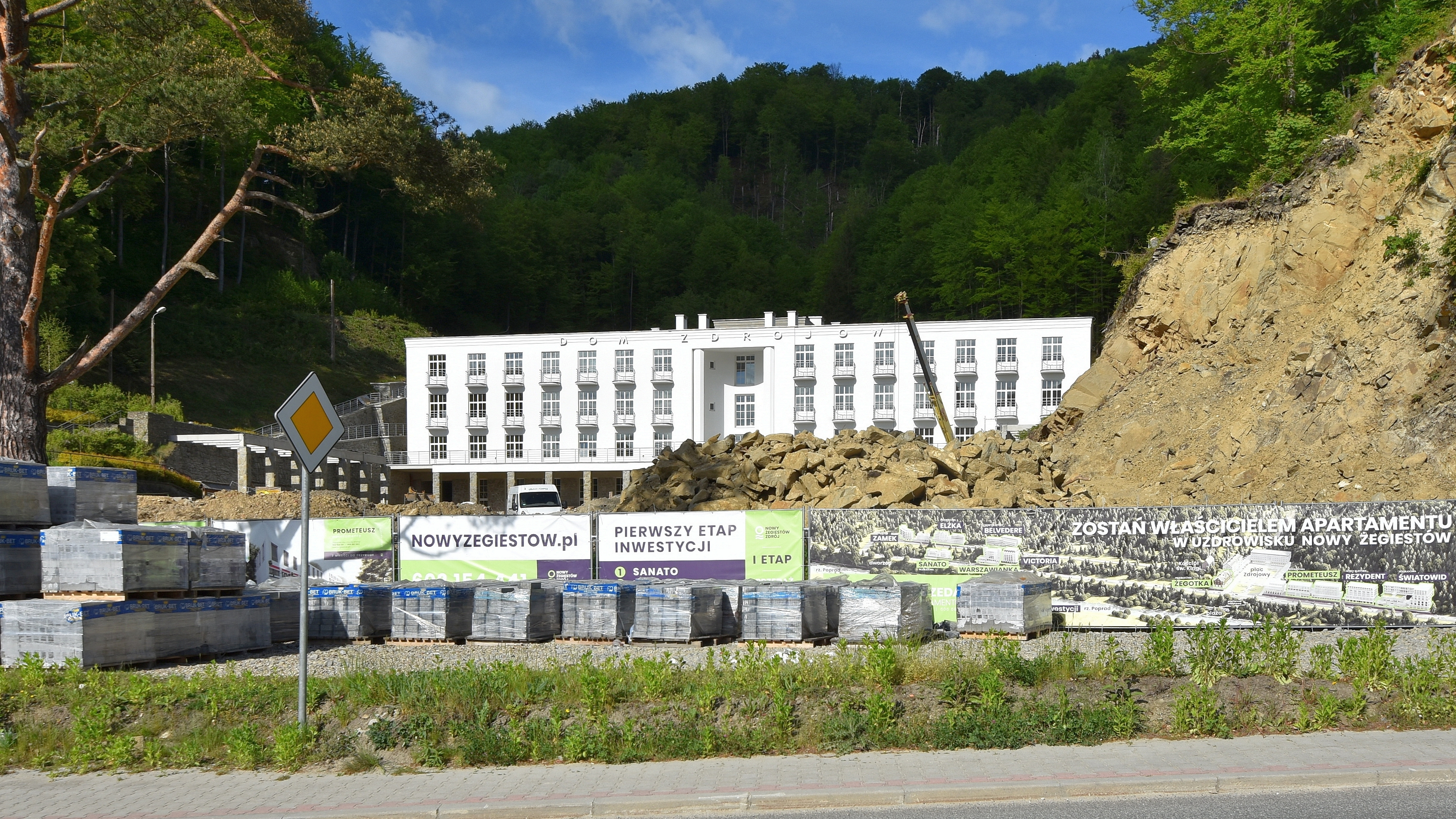
Dom Zdrojowy. Stan w 2024
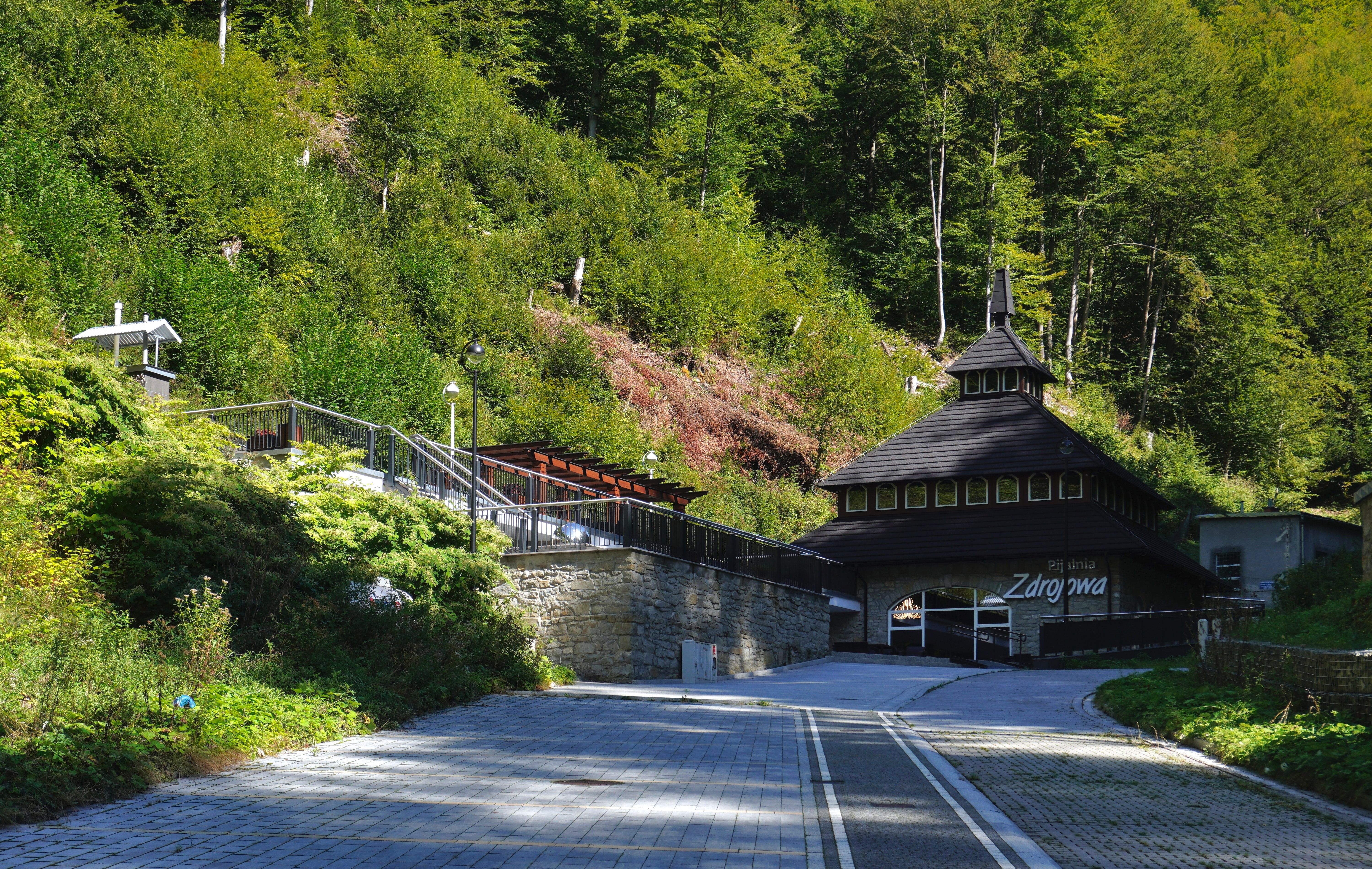
Deptak i pijalnia wody Anna
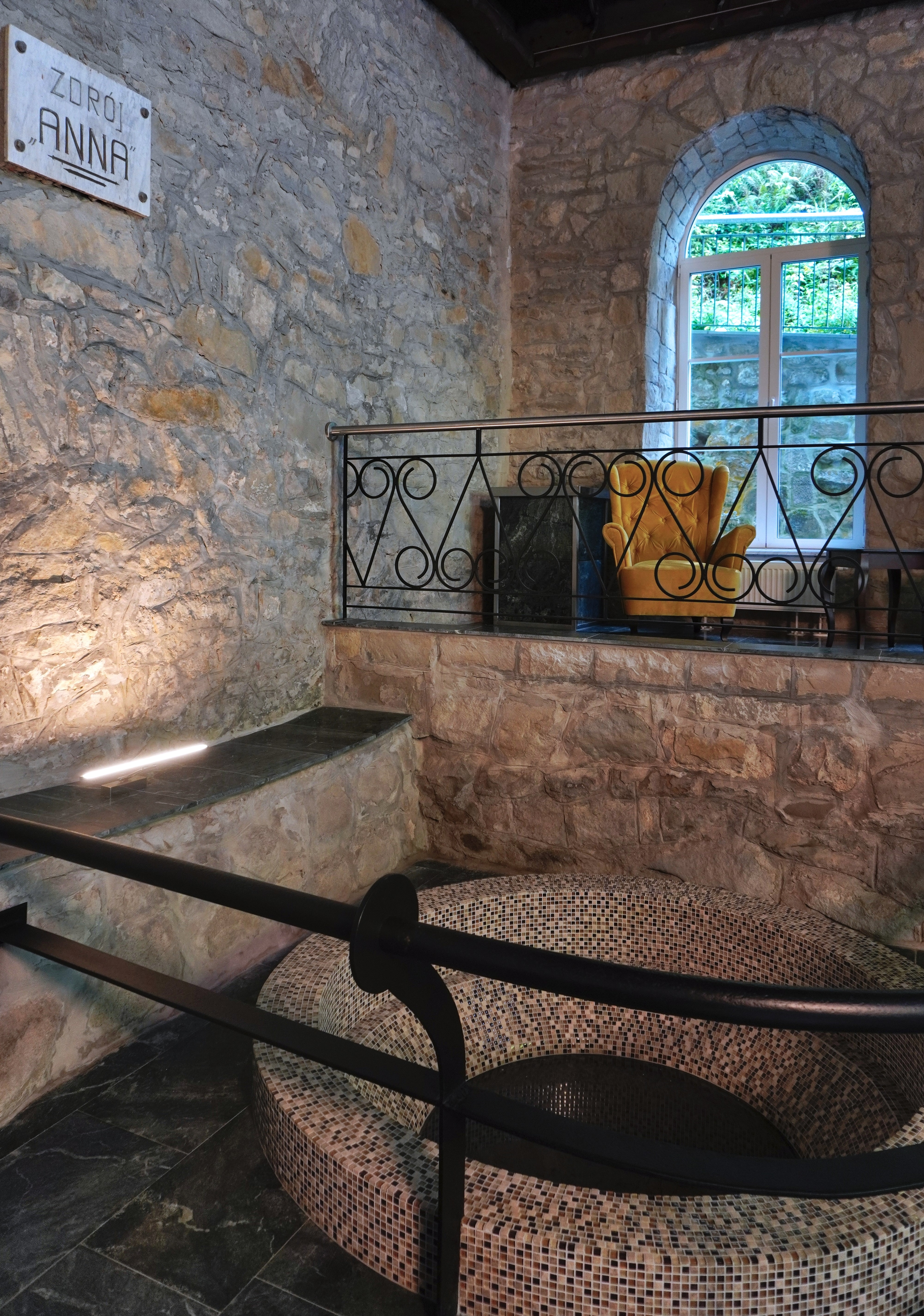
Źródło Anna w pijalni

Z uwagi na strukturę topograficzną Żegiestowa utworzono 2 strefy ochrony uzdrowiskowej. Pierwsza (A1-Ż) obejmuje tereny osiedla Żegiestów-Zdrój, a druga (A2-Ż) przysiółek Łopata Polska, gdzie znajduje się sanatorium „Wiktor”.
W 1924 r. Żegiestów został uznany za uzdrowisko posiadające charakter użyteczności publicznej.

## Tunel kolejowy
Wybudowany przez firmę Koller und Gregorsen z Wiednia w latach 1874 -1876 tunel, powstał jako fragment kolejowej linii tarnowsko-leluchowskiej. Plan zakładał przebicie tunelu po linii prostej. W czasie robót zerwał się strop skalny przysypując 23 biedki (małe jednokonne wózki) oraz ponad 120 robotników. Próby dotarcia do zasypanych spełzły na niczym. Ostatecznie pozostawiono to miejsce jako zbiorową mogiłę, a tunel wydrążono łukiem obok. 

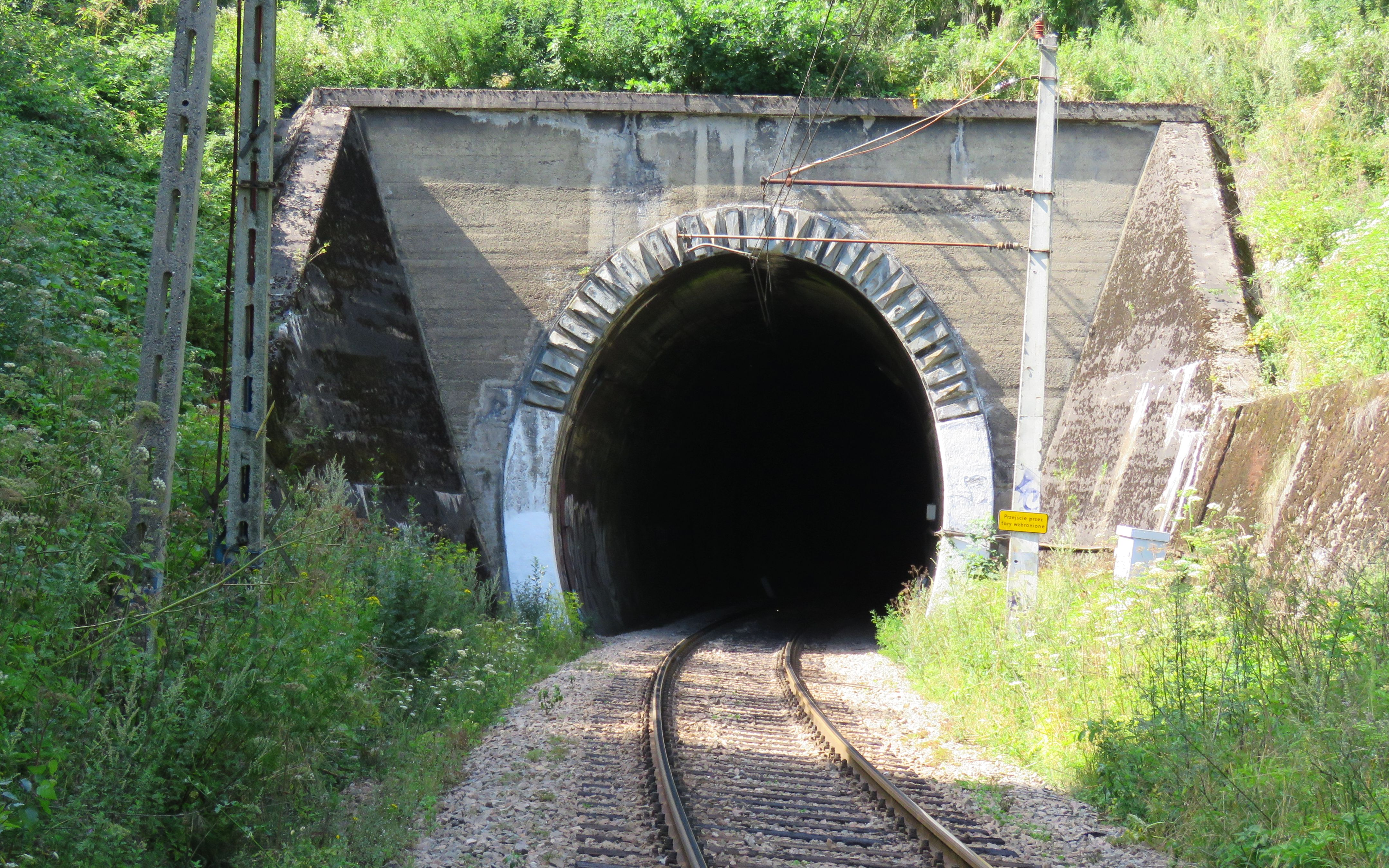
Tunel
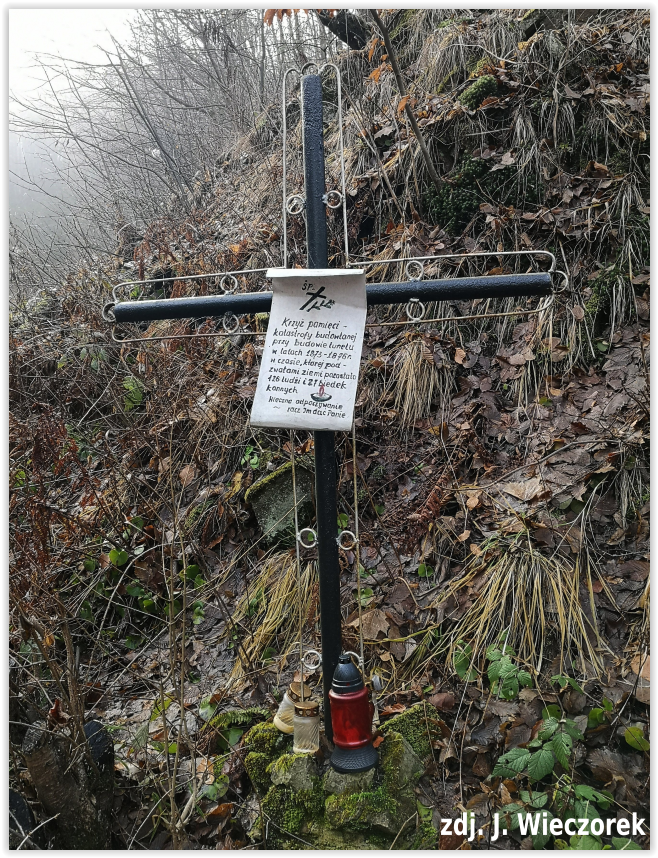
Krzyż pamięci ofiar katastrofy przy budowie tunelu